# Christoph Beck (Politiker)
Christoph Beck (* 17. Oktober 1978 in Grabs) ist ein liechtensteinischer Politiker (VU). Er war von 2013 bis 2017 Abgeordneter im liechtensteinischen Landtag.

## Biografie
Beck absolvierte eine Ausbildung zum Elektrotechniker und zum Wirtschaftsingenieur. Er arbeitet als Geschäftsführer des Standortes Liechtenstein für das Elektrotechnik-Dienstleistungsunternehmen Etavis.
2007 kandidierte er für die Vaterländische Union um einen Sitz im Gemeinderat von Triesenberg, konnte jedoch kein Mandat erringen. Im Februar 2013 wurde Beck für seine Partei in den Landtag des Fürstentums Liechtenstein gewählt. Als Abgeordneter war er Mitglied der EWR-Kommission sowie in der liechtensteinischen Delegation in der Parlamentarier-Kommission Bodensee. Des Weiteren war er einer der beiden Schriftführer des Landtages.
Seit der Gemeindewahl am 15. März 2015 ist Beck Gemeindevorsteher der Gemeinde Triesenberg. Er löste damit seinen Parteikollegen Hubert Sele ab, der auf eine erneute Kandidatur verzichtet hatte.
Am 6. Juni 2006 ging Beck die Ehe mit Nadia Maria Marxer (* 23. Juli 1980) ein. Aus der Ehe gingen drei Kinder hervor, zwei Söhne sowie eine Tochter.